# Anopheles cameroni
Anopheles cameroni este o specie de țânțari din genul Anopheles, descrisă de Meillon și Evans în anul 1935. Conform Catalogue of Life specia Anopheles cameroni nu are subspecii cunoscute.